# Ponta Garça
Ponta Garça es una freguesia portuguesa perteneciente al municipio de Vila Franca do Campo, situado en la Isla de São Miguel, Región Autónoma de Azores. La freguesia posee un área de 31,38 km² (kilómetros cuadrados), y una población total de 3577 habitantes (2001). La densidad poblacional es de 115,1 hab./km² (habitantes por kilómetro cuadrado). Se encuentra a una latitud de 37°43′N y a una longitud 25°22′O, y está a 110 m s. n. m. (metros sobre el nivel del mar)
- Datos: Q2451631
- Multimedia: Ponta Garça (Vila Franca do Campo) / Q2451631

1. ↑  Worldpostalcodes.org,código postal n.º 9680-447.